# فدراسیون جهانی ورزش‌های بیلیاردی
فدراسیون جهانی ورزش‌های بیلیاردی (انگلیسی: World Confederation of Billiards Sports) که به اختصار WCBS نیز خوانده می‌شود، فدراسیون جهانی برای بازی‌های مرتبط با بیلیارد است. این فدراسیون نسبتاً تازه تأسیس است و در سال ۱۹۹۲ میلادی بنا نهاده شده‌است.